# Auto Hall
 (octobre 2021).
Si vous disposez d'ouvrages ou d'articles de référence ou si vous connaissez des sites web de qualité traitant du thème abordé ici, merci de compléter l'article en donnant les références utiles à sa vérifiabilité et en les liant à la section « Notes et références ».
Auto Hall (en arabe : اوطو هول) est un groupe marocain présent dans l'importation, la distribution et la location d'automobiles pour particuliers et professionnels.   
Via ses filiales (Africa Motors, Scama, Diamond Motors, SMAA, SMAM, SMVN) il représente notamment les marques Ford, Mitsubishi Motors, Foton, New Holland, Opel, Chery, Maserati, Fiat, Jeep, Alfa Romeo, Nissan et Dongfeng Sokon.
En 2021, Auto Hall vend plus de 182 000 véhicules, dont 150 000 voitures pour particuliers. Le groupe dispose de 65 succursales à travers le pays et emploie 1600 personnes. 
Son siège est basé à Casablanca.

## Histoire
En 1907, le marché de l’automobile au royaume a pris forme avec la création des établissements Gabriel Veyre pour la représentation de Ford Motor Company au Maroc. C’est ainsi qu’a démarré l’expérience du Groupe, dénommé Auto Hall SA en 1920.
Le groupe s’est introduit en bourse des valeurs de Casablanca en 1942.
En 1999, la politique du Groupe s'est axée sur la filialisation des marques, créant ainsi la structure du Groupe Auto Hall fédérant la société Auto Hall SA et ses filiales.
L’année 2008 a connu le doublement du capital social du Groupe et la réduction de la valeur nominale de l’action Auto Hall de 100 à 10 dirham marocain.

## Influence
Le Groupe dispose d’un portefeuille de plus de 16 marques dans les domaines de l’automobile, les mines et industrie, les travaux publics, l’agricole, les huiles et les filtrations.
Dans le secteur de l’automobile, Auto Hall importe et distribue six  marques : Maserati, Ford, Nissan, Mitsubishi, Opel et Dongfeng[réf. souhaitée].
Dans le domaine des véhicules industriels, le Groupe assure le montage et la distribution des camions de marque Fuso[réf. souhaitée].
Le Groupe représente également la marque New Holland dans le secteur des matériels agricoles et opère dans le secteur des mines et industrie avec les marques Belaz et Cummins[réf. souhaitée].
La société commercialise par ailleurs la marque Case dans le secteur des travaux publics et les marques Sany et Magni dans le domaine de la manutention portuaire[réf. souhaitée].
Dans le domaine des filtrations, le Groupe commercialise la marque Fleetguard ainsi que la marque Valvoline dans le secteur des huiles[réf. souhaitée].
Le groupe Auto Hall compte plus de 50 sites dans son réseau de distribution, le plaçant ainsi dans la position de leader au marché automobile marocain en 2016.
Auto Hall a vendu plus de 26 000 véhicules au Maroc en 2016, en croissance de +17 %, réalisant ainsi un chiffre d’affaires consolidé de 5 milliards de DH, avec 16 % de part de marché global, 30 % dans le marché des véhicules utilitaires légers, et plus de 39 % de part de marché des véhicules industriels.
L'action du Groupe est cotée à la bourse des valeurs de Casablanca au prix de 96 DH, au 25 janvier 2018.
Par ailleurs, Le Groupe fait partie des 69 entreprises marocaines figurant dans le top 500 des entreprises africaines selon le magazine français Jeune Afrique (2017), occupant le rang 281 en 2017 contre 355 en 2016 en Afrique, et le rang 88 dans le classement des 150 premières entreprises d'Afrique du Nord en 2017[réf. nécessaire]

### Conseil d'administration
En 2022, le conseil d'administration se compose ainsi : 
| Nom                         | Statut                     | Description                            |
| --------------------------- | -------------------------- | -------------------------------------- |
| Abdellatif Guerraoui        | Administrateur             | PDG de Autohall                        |
| Moulay Souleimane Cherkaoui | Administrateur             | Représentant de Amana                  |
| Moulay Omar Cherkaoui       | Administrateur             | Représentant de Amana                  |
| Khalid Chedadi              | Administrateur             | Représentant de la CIMR PDG de la CIMR |
| Lalla Noufissa El Yacoubi   | Administrateur             |                                        |
| Lalla Zoubida El Yacoubi    | Administrateur             |                                        |
| Mohamed Saad Hassar         | Administrateur             | Ancien Secrétaire d’État à l'Intérieur |
| Karim Ghellab               | Administrateur             | Ancien Ministre des Transports         |
| Nadia Fassi Fehri           | Administrateur indépendant | Ancienne PDG de Inwi                   |
| Bouchaib Najioullah         | Administrateur indépendant | ?                                      |
| M'Hamed Sagou               | Administrateur indépendant | Ancien Ministre des Finances           |